# Lambton—Kent—Middlesex (circonscription provinciale)
Circonscription électorale provinciale du Canada
Lambton—Kent—Middlesex est une circonscription provinciale de l'Ontario représentée à l'Assemblée législative de l'Ontario depuis 1999.

## Géographie
La circonscription est située dans le sud de l'Ontario, dont une partie est située sur les rives du Lac Huron et une autre sur les rives du lac Sainte-Claire. Les entités municipales formant la circonscription sont Chatham-Kent, Strathroy-Caradoc, Middlesex Centre, Lambton Shores, North Middlesex, Southwest Middlesex, Lucan Biddulph, Warwick, Adelaide Metcalfe et Brooke-Alvinston.
Les circonscriptions limitrophes sont Chatham-Kent—Leamington, Elgin—Middlesex—London, Essex, Huron—Bruce, London—Fanshawe, London-Centre-Nord, London-Ouest, Perth—Wellington et Sarnia—Lambton.

## Historique
| Législature                                                        | Années        | Député             | Député           | Parti                     |
| ------------------------------------------------------------------ | ------------- | ------------------ | ---------------- | ------------------------- |
| Lambton—Kent—Middlesex issue de Lambton, Chatham—Kent et Middlesex |               |                    |                  |                           |
| 37e                                                                | 1999-2003     |                    | Marcel Beaubien  | Progressiste-conservateur |
| 38e                                                                | 2003-2007     |                    | Maria Van Bommel | Libéral                   |
| 39e                                                                | 2007-2011     |                    | Maria Van Bommel | Libéral                   |
| 40e                                                                | 2011-2014     |                    | Monte McNaughton | Progressiste-conservateur |
| 41e                                                                | 2014-2018     |                    | Monte McNaughton | Progressiste-conservateur |
| 42e                                                                | 2018-2022     |                    | Monte McNaughton | Progressiste-conservateur |
| 43e                                                                | 2022–2023     |                    | Monte McNaughton | Progressiste-conservateur |
| 43e                                                                | 2024-2025     | Steve Pinsonneault |                  | Progressiste-conservateur |
| 44e                                                                | 2025-en cours | Steve Pinsonneault |                  | Progressiste-conservateur |

## Circonscription fédérale
Depuis les élections provinciales ontariennes du 4 octobre 2007, l'ensemble des circonscriptions provinciales et des circonscriptions fédérales sont identiques.